# Gha'agsheblah
Gha'agsheblah o Gamjikot es la qlifá correspondiente a la sefirá Jesed. Se le describe como el perturbador de todas las cosas.
Como, Jesed es la sefirá que permite que la energía fluya por el universo. Cuando esta energía no pasa por el poder limitativo de Geburá, el equilibrio es perturbado dando lugar a Gha'agsheblah. Dion Fortune llama a esta qlifá como la Precursora de la Destrucción. Representa la fuerza que se detienen y no hacen nada a menos que exista maldad o corrupción.
En demonología, sus demonios son gigantes negros con cabeza de gato. Su regente seria Astaroth.
- Datos: Q5555134